# بعثة الأمم المتحدة في سيراليون
بعثة الأمم المتحدة في سيراليون (UNAMSIL) كانت إحدى بعثات حفظ السلام التابعة للأمم المتحدة في سيراليون من 1999 إلى 2006. تم إنشاء البعثة من قبل مجلس الأمن التابع للأمم المتحدة في أكتوبر 1999 للمساعدة في تنفيذ اتفاقية لومي للسلام، وهو اتفاق يقصد به الحرب الأهلية في سيراليون. توسعت البعثة في حجمها عدة مرات في عامي 2000 و2001. وأنهت ولايتها في نهاية عام 2005،
 بعد أن أعلن مجلس الأمن أن مهمتها قد اكتملت.
كان التفويض ملحوظًا فيما يتعلق بتفويض بعثة الأمم المتحدة في سيراليون لحماية المدنيين المعرضين لتهديد وشيك بالعنف الجسدي (وإن كان ذلك "في حدود قدراتها ومناطق انتشارها"). حلت بعثة محل بعثة سابقة ، وهي بعثة مراقبي الأمم المتحدة في سيراليون. بعد عام 2005، بدأ مكتب الأمم المتحدة المتكامل في سيراليون عملياته كمتابعة لبعثة الأمم المتحدة في سيراليون. تم تمديد ولاية مكتب الأمم المتحدة المتكامل في سيراليون مرتين وانتهت في سبتمبر 2008.
حلت هذه البعثة محل بعثة مراقبي الأمم المتحدة في سيراليون. بعد عام 2005، بدأ مكتب الأمم المتحدة المتكامل في سيراليون عملياته كمتابعة لبعثة الأمم المتحدة في سيراليون وتم تمديد ولاية مكتب الأمم المتحدة المتكامل في سيراليون مرتين قبل أن ينتهي عمل البعثة في سبتمبر 2008.